# جورج لامبي
جورج لامبي (بالإنجليزية: George Lambie)‏ هو حكم كرة قدم أمريكي، ولد في 17 أبريل 1882 في Ardrossan ‏ في المملكة المتحدة، وتوفي في 19 نوفمبر 1965 في وينثروب ‏ في الولايات المتحدة.